# 上海銀行（香港）
上海銀行（香港）有限公司，是上海銀行有限公司在香港的全资子公司，为香港有限制牌照銀行，辦事處位於中環花園道3號冠君大廈34樓。

## 歷史
该行前身為1974年美國太平洋銀行於香港成立的，1976年起成為接受存款公司，1977年更名為美國太平洋財務有限公司，1994年再更名為美國太平洋信貸有限公司；1996年被美國國際集團收購，並於1997年取得有限制持牌銀行的牌照，1999年更名為美國國際信貸（香港）有限公司。
2009年8月，中國建設銀行（亞洲）以48.6億港元向美國國際集團收購美國國際信貸（香港）有限公司，當時该公司主要在香港經營信用卡業務及提供貸款服務；同年11月，公司易名為中國建設銀行（亞洲）財務有限公司。2011年5月23日，公司所有业务已合併至中國建設銀行（亞洲）。
2013年5月30日，建行亚洲獲香港金融管理局的批准，将已不活跃的中國建設銀行（亞洲）財務有限公司出售予上海銀行有限公司，並於同日更名為上海銀行（香港）有限公司。

## 外部連結
- 官方网站